# Jamesbukten

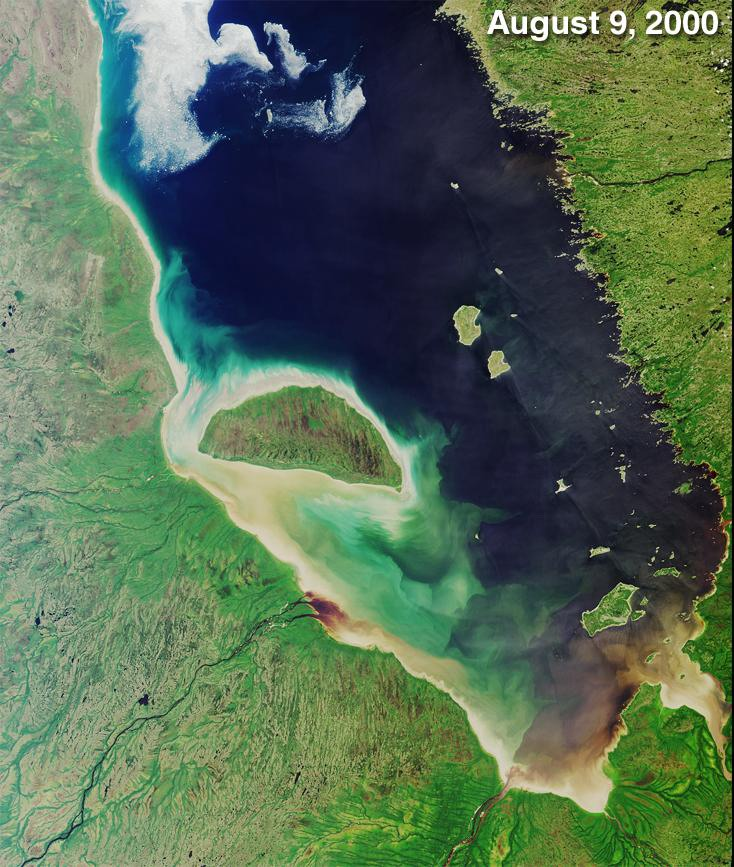
Jamesbukten sommaren 2000.

Jamesbukten (engelska: James Bay; franska: Baie James) är en bukt i Kanada vid Hudson Bays södra ände, till viken den utgör ett bihav. Jamesbukten har kuster mot provinserna Québec och Ontario. Öarna i bukten utgör en del av Nunavutterritoriet. Vid många av de floder som bevattnar Jamesbukten finns flera av Kanadas största vattenkraftsprojekt och floderna är också viktiga för turistnäringen.
Jamesbukten är ungefär 25 mil bred.

## Historia
Jamesbukten upptäcktes av den första europén 1610 då Henry Hudson seglade in i den efter att han utforskat det större hav som idag bär hans namn. Jamesbukten har fått sitt namn efter den brittiske sjökaptenen Thomas James som utforskade området mer utförligt 1631 och spenderade en svår övervintring där. 
Jamesbukten har haft stor betydelse i Kanadas historia eftersom dess kuster utgör de mest gästvänliga områdena omkring Hudson Bay och blev värdefulla för Hudson's Bay Company och den brittiska expansionen in i Kanada. Pälsjägarna och upptäcktsresandena Pierre-Esprit Radisson och Sieur des Groseilliers grundade den första handelsstationen vid Jamesbukten, Rupert House. Karl II gav deras företag monopol på pälshandeln och omfattande pälshandel fortsatte ända fram till 1940. Långt tidigare hade dock Jamesbukten under en längre tid gradvis förlorat sin betydelse. Pälshandeln blev ändå en viktig utgångspunkt för brittiska bosättningar ända bort till Klippiga bergen, som till exempel Manitobas huvudstad Winnipeg.

## Modern exploatering

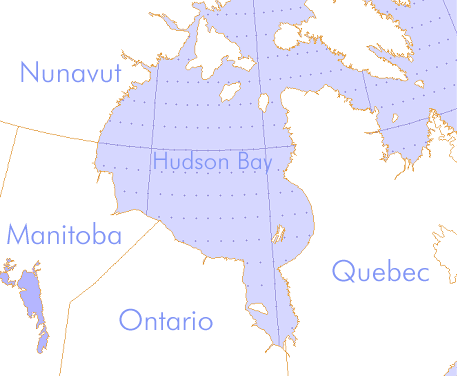
Hudson Bay med Jamesbukten längst söderut mellan Ontario och Québec.

Genom James Bay-projektet blev området på nytt aktuellt under 1900-talets andra hälft. Provinsen Québec producerar mycket vattenkraft och sedan 1971 har regeringen i Québec exploaterat floderna som mynnar ut i Jamesbukten, i synnerhet La Grande-floden. Creeindianerna i området opponerade sig mot dammbyggena som starkt påverkade deras urgamla levnadsvanor. Även miljövänner har varit starkt kritiska till projektet eftersom Jamesbukten har stor betydelse för många flyttfåglar. Tillsammans har dessa två grupper försökt begränsa eller helt stoppa utbyggnadsprojektet. Creeindianerna undertecknade visserligen 1975 Convention de la Baie-James et du Nord québécois men överenskommelsen gjorde på inget vis slut på kontroverserna kring dammbyggena.
1992 vann motståndarna en viktig seger i och med att energimyndigheten i New York, Québecs största elkund, backade ur ett avtal om elleveranser från Hydro-Québec och lämnade företaget med ett stort produktionsöverskott. Trots att projektets andra fas, "James Bay 2", lagts på is sedan dess, produceras fortfarande över 15 000 MW – tre gånger mer än Niagarafallen. Ett ännu större projekt har föreslagits i Jamesbukten: Great Recycling and Northern Development Canal (GRAND Canal) – en stor fördämning som skulle avskilja hela Jamesbukten eller delar av den från Hudson Bay, vilket, genom de många floder som mynnar ut i Jamesbukten, skulle göra den till en stor färskvattenreservoar för ett omfattande område söderut. Med tanke på den opposition som dammbyggena orsakat har man dock svårt att föreställa sig att GRAND Canal någonsin blir verklighet.

## Turism
Hundratals floder flyter ut i Jamesbukten. Områdets geografi gör att alla dessa floder liknar varandra med breda och grunda mynningar i James Bay Lowlands ("Jamesbuktens lågland") och branta och djupa flöden på högre höjder. Många av dessa floder skyddas av ett nationellt program (Canadian Heritage River) och den omgivande vildmarken är populära resemål för äventyrsresor med Missinaibifloden som den kanske mest välkända. Många kanotturister börjar sin resa vid Moosonee vid Jamesbuktens södra ände. Därifrån tar de järnvägen, "Polar Bear Express", söderut till Cochrane. Längre norr ut på Jamesbuktens östra strand, vid Rupertflodens mynning, ligger Waskaganish. Det lilla samhället förbands nyligen med väg (tidigare bara tillgängligt med flyg) och med sitt läge vid flera flodmynningar (Broadback-, Pontax- och Rupertfloderna) utgör den ett vanligt slutmål för många turister.